# Liste der Straßennamen in Ravensburg
Liste der Straßennamen in Ravensburg (Kernstadt und Ortschaften) in Oberschwaben
| Straßenname                    | Ort                                                           | Namensgebung |
| ------------------------------ | ------------------------------------------------------------- | --- |
| Absenreuterweg                 | Kernstadt                                                     | Burk Absenreuter, 1387 dort ansässiger Ravensburger Bürger |
| Abt-Mauch-Straße               | Weißenau                                                      | Leopold Mauch (1672–1722), Abt des Klosters Weißenau, Erbauer der barocken Klosterkirche |
| Abt-Michler-Straße             | Kernstadt                                                     | Martinho Michler (1901–1988), in Ravensburg geborener Benediktiner, Abt der Territorialabtei Nossa Senhora do Monserrate do Rio de Janeiro, Begründer der liturgischen Bewegung in Brasilien |
| Abt-Unold-Straße               | Obereschach                                                   | Anton I. Unold und Anton II. Unold, Äbte des Klosters Weißenau im 18. Jahrhundert |
| Abteistraße                    | Weißenau                                                      | Reichsabtei Weißenau |
| Adelsreute                     | Kernstadt                                                     | alter Ortsname, 1094 erstmals erwähnt („Rodung des Adilo“) |
| Adelsreuter Straße             | Bavendorf                                                     | führt nach Adelsreute |
| Adlerstraße                    | Kernstadt                                                     | ehemaliger „Gasthof zum goldenen Adler“ |
| Adolf-Gröber-Straße            | Kernstadt                                                     | Adolf Gröber (1854–1919), Politiker (Zentrum) |
| Adolf-Kolping-Straße           | Kernstadt                                                     | Adolph Kolping (1813–1865), katholischer Priester, Begründer des Kolpingwerkes |
| Ahornweg                       | Sickenried                                                    | Ahorn, heimischer Baum |
| Ährenweg                       | Kernstadt                                                     | Getreideähre |
| Aich                           | Untereschach                                                  | alter Flurname |
| Aichhof                        | Schmalegg                                                     | Hofname |
| Aigenweg                       | Kernstadt                                                     | alter Flurname „Eigen“ (Eigengut, Allod) |
| Albersfeld (Albersfeld)        | Kernstadt                                                     | 1218 erstmals genannt als „Walpurgvelt“ (Feld der Walpurga) |
| Albersfelder Straße            | Oberzell                                                      | führt nach Albersfeld |
| Alberskircher Straße           | Dürnast                                                       | führt nach Alberskirch |
| Albert-Schweitzer-Straße       | Kernstadt                                                     | Albert Schweitzer (1875–1965), Theologe, Arzt und Organist |
| Albertshofen                   | Kernstadt                                                     | 1143 erstmals genannt als „Hadebrechtishoven“ (Hof des Hadebrecht) |
| Albrecht-Dürer-Straße          | Oberzell                                                      | Albrecht Dürer, Maler und Grafiker |
| Alexiusweg                     | Kernstadt                                                     | Alexius Hilleson (vor 1470–um 1547), Ravensburger Kaufmann der Großen Ravensburger Handelsgesellschaft und Hauptfigur in Otto Rombachs Roman Der junge Herr Alexius |
| Alfons-Maurer-Straße           | Kernstadt                                                     | Alfons Maurer (1927–1992), Politiker der CDU, Landtagsabgeordneter und Staatssekretär |
| Allgäustraße                   | Kernstadt                                                     | Allgäu |
| Allmandstraße                  | Kernstadt                                                     | Allmende (gemeinschaftliche Viehweide der Stadt Ravensburg) |
| Alte Gärten                    | Oberhofen                                                     | Flurname, ehemals dort Weinbau |
| Altmannstraße                  | Bavendorf                                                     | Altmann, Berg in der Schweiz (Teil des von Bavendorf aus sichtbaren Alpenpanoramas) |
| Alznach (Alznach)              | Kernstadt                                                     | |
| Am Bahnhof                     | Oberzell                                                      | Bahnhof Oberzell, Haltepunkt an der Bahnstrecke Ulm–Friedrichshafen |
| Am Buchenhag                   | Torkenweiler                                                  | von Buche (heimischer Baum) und Hag (von einer Hecke eingehegtes Gelände) |
| Am Hexenkessel                 | Kernstadt                                                     | angeblicher alter Flurname (mündlich überliefert) |
| Am Kanal                       | Weißenau                                                      | Schussenkanal |
| Am Kohlenberg                  | Kernstadt                                                     | |
| Am Kronberg                    | Bavendorf                                                     | |
| Am Lumperwald                  | Kernstadt                                                     | alter Flurname (nach den Lumpenlagern für die Ravensburger Papiermühlen) |
| Am Moltkeplatz                 | Kernstadt                                                     | Helmuth Karl Bernhard von Moltke (1800–1891), Generalfeldmarschall |
| Am Mühlbach                    | Kernstadt                                                     | Schussenkanal (betrieb die Weißenauer Klostermühle) |
| Am Sägebach                    | Weißenau                                                      | Sägebach (betrieb die Weißenauer Klostermühle) |
| Am Schussendamm                | Kernstadt                                                     | Schussen |
| Am Sennerbad                   | Kernstadt                                                     | Sennerbad, vom 16. Jahrhundert bis 1927 betriebenes Heilbad, das Bad benannt nach der Besitzerfamilie Senner |
| Am Sonnenbüchel                | Kernstadt                                                     | alter Flurname (sonniger Hügel) |
| Am Stöckenwald                 | Gornhofen                                                     | alter Flurname „Stöcken“ (gerodeter Wald) |
| Am Stübbenweg                  | Kernstadt                                                     | Josef Stübben (1845–1936), Architekt und Stadtplaner |
| Am Wald                        | Oberzell                                                      | Wald |
| Am Westfriedhof                | Kernstadt                                                     | Westfriedhof Ravensburg, 1972 eingeweiht |
| Amselweg                       | Kernstadt                                                     | Amsel, heimische Vogelart |
| An der Bleicherei              | Weißenau                                                      | Bleicherei Weißenau, vom 19. Jh. bis 2006 betriebene Bleich- und Appreturfabrik auf dem Gelände des ehemaligen Klosters Weißenau |
| An der Brunnenstube            | Kernstadt                                                     | mittelalterliche Brunnenstube (Bild) |
| Angelestraße                   | Oberhofen, Obereschach                                        | Josef Angele (1866–1962), Bürgermeister der Gemeinde Eschach |
| Angerstraße                    | Kernstadt                                                     | alter Flurname „Anger“ (Wiese) |
| Anselm-Erb-Straße              | Kernstadt                                                     | Anselm Erb (1688–1767), Abt der Reichsabtei Ottobeuren, geboren in Ravensburg |
| Anton-Bruckner-Straße          | Kernstadt                                                     | Anton Bruckner (1824–1896), österreichischer Komponist der Romantik |
| Auf der Höh                    | Dürnast                                                       | |
| Aulwangen                      | Schmalegg                                                     | erstmals 1219 als „Algewanc“ genannt (vielleicht Wiese des Algoß) |
| Bäche                          | Schmalegg                                                     | erstmals 1262 als „Bachin“ genannt |
| Bachgasse                      | Oberzell                                                      | Gillenbach, Zufluss der Schussen |
| Bachstraße                     | Kernstadt                                                     | Stadtbach (Flappach, Flattbach), Zufluss der Schussen |
| Bagnatostraße                  | Kernstadt                                                     | Johann Caspar Bagnato (1696–1757) und Franz Anton Bagnato (1731–1810), Baumeister des Barock, Erbauer u. a. des Altshauser Hofs und des Veitsburgschlösschens in Ravensburg |
| Bahnhofplatz                   | Kernstadt                                                     | Platz vor dem Bahnhof Ravensburg (Bahnstrecke Ulm–Friedrichshafen) |
| Bahnhofstraße                  | Weißenau                                                      | Bahnhof Weißenau, Haltepunkt an der Bahnstrecke Ulm–Friedrichshafen |
| Banatweg                       | Weißenau                                                      | Banat, historische Region in Mitteleuropa, Heimat der Donauschwaben |
| Banneggstraße                  | Kernstadt                                                     | alter Flurname (Flurstück unter einem Verbot, wohl den Weinbau betreffend) |
| Barbenweg                      | Kernstadt                                                     | Barben, heimischer Süßwasserfisch |
| Bauren                         | Kernstadt                                                     | |
| Bavendorfer Straße             | Oberzell                                                      | führt nach Bavendorf |
| Beethovenstraße                | Oberzell                                                      | Ludwig van Beethoven (1770–1827), Komponist |
| Benzenhof (Benzen)             | Kernstadt                                                     | Hofname (Hof des Benz bzw. Bernhard) |
| Berger Straße                  | Kernstadt                                                     | führt nach Berg |
| Bergstraße                     | Torkenweiler                                                  | liegt am Hang des Schussentals |
| Berliner Straße                | Kernstadt                                                     | Berlin, Hauptstadt Deutschlands |
| Bernhofen                      | Schmalegg                                                     | |
| Bertha-Bosch-Weg               | Kernstadt                                                     | Bertha Bosch (1890–1984), erste Ravensburger Abiturientin 1910 |
| Bibenloch                      | Kernstadt                                                     | |
| Bierkeller                     | Kernstadt                                                     | Bierkeller Ravensburger Brauereien im 19. Jh. |
| Birkenstraße                   | Sickenried                                                    | Birke, heimischer Baum |
| Bischof-Ketteler-Straße        | Kernstadt                                                     | Wilhelm Emmanuel von Ketteler, Bischof von Mainz, Gründer der Katholischen Arbeitnehmer-Bewegung |
| Bischof-Sproll-Weg             | Kernstadt                                                     | Joannes Baptista Sproll, Bischof von Rottenburg, Gegner des NS-Regimes |
| Bischof-Wurm-Weg               | Kernstadt                                                     | Theophil Wurm (1868–1953), Landesbischof der Evangelischen Landeskirche in Württemberg |
| Bismarckstraße                 | Kernstadt                                                     | Otto von Bismarck (1815–1898), Politiker |
| Bittenfelderweg                | Torkenweiler                                                  | |
| Blaser                         | Kernstadt                                                     | |
| Bleicherbachweg                | Kernstadt                                                     | Bleicherbach (führt an der ehemaligen städtischen Bleiche vorbei) |
| Bleicherstraße                 | Kernstadt                                                     | dort ehemals die größte Ravensburger Leinwandbleiche |
| Blumenstraße                   | Weißenau                                                      | Blume (dekorative Blüte) |
| Blumenweg                      | Kernstadt                                                     | Blume (dekorative Blüte) |
| Blütenweg                      | Torkenweiler                                                  | Blüte |
| Bodelschwinghstraße            | Oberzell                                                      | Friedrich von Bodelschwingh (1831–1910), ev. Pastor und Theologe, Gründer der diakonischen Einrichtung Bethel in Bielefeld |
| Bodelschwinghweg               | Kernstadt                                                     | Friedrich von Bodelschwingh (1831–1910), ev. Pastor und Theologe, Gründer der diakonischen Einrichtung Bethel in Bielefeld |
| Bodenseestraße                 | Dürnast                                                       | Bodensee |
| Boelckeweg                     | Kernstadt                                                     | Oswald Boelcke (1891–1916), Jagdflieger im Ersten Weltkrieg |
| Bonhausen                      | Bonhausen                                                     | erstmals 1128 genannt als „Biunhusin“ (Baumhausen) |
| Bottenreute                    | Bottenreute                                                   | erstmals im 13. Jahrhundert genannt als „Geilnruti“ (Rodung mit gutem Boden oder nach einem Personenname) |
| Brahmsweg                      | Kernstadt                                                     | Johannes Brahms (1833–1897), Komponist |
| Bregenzer Weg                  | Kernstadt                                                     | Bregenz, Landeshauptstadt von Vorarlberg, Österreich |
| Breite Straße                  | Weißenau                                                      | |
| Breitenenweg                   | Kernstadt                                                     | alter Flurname „Breitenen“ (großes Grundstück) |
| Bremhagweg                     | Bavendorf                                                     | vermutlich mittelhochdeutsch für Dornenhecke |
| Breslauer Straße               | Kernstadt                                                     | Breslau, Stadt in Niederschlesien, heute Wrocław (Polen) |
| Briel                          | Schmalegg                                                     | alter Flurname (Feuchtwiese) |
| Brielhäusle                    | Kernstadt                                                     | erstmals 1278 genannt als „zem Burel“ (Haus an der Feuchtwiese) |
| Brielhofstraße                 | Schmalegg                                                     | Hofname (von Brühl = Feuchtwiese) |
| Bronnetsholz                   | Schmalegg                                                     | alter Flurname (Brunnenwald) |
| Bruggen                        | Kernstadt                                                     | |
| Bruggerhof                     | Untereschach                                                  | |
| Brühlstraße                    | Kernstadt                                                     | Brühl = Feuchtwiese |
| Brühlweg                       | Torkenweiler                                                  | Brühl = Feuchtwiese |
| Brunnenstraße                  | Obereschach                                                   | |
| Büchel                         | Kernstadt                                                     | Büchel = Hügel |
| Büchelweg                      | Kernstadt                                                     | Büchel = Hügel |
| Bucklinweg                     | Kernstadt                                                     | Hans Bucklin, Kaufmann, Bürgermeister von Ravensburg 1454–1463 |
| Burgmühle                      | Schmalegg                                                     | Mühle der abgegangenen Burg Schmalegg |
| Burgstraße                     | Kernstadt                                                     | Veitsburg, früher „Ravensburg“ |
| Buttenmühle                    | Schmalegg                                                     | |
| Carl-Stauder-Straße            | Weißenau                                                      | Jacob Carl Stauder (1694–1756), Maler, Schöpfer der Deckenfresken in der ehemaligen Klosterkirche Weißenau |
| Charlottenstraße               | Kernstadt                                                     | Charlotte Auguste (1766–1828), Prinzessin von Großbritannien, Königin von Württemberg (als Ehefrau des Königs Friedrich I., siehe Friedrichstraße) |
| Christushof                    | Kernstadt                                                     | Hofname |
| Churfirstenstraße              | Bavendorf                                                     | Churfirsten, Bergkette der Appenzeller Alpen |
| Dahlienweg                     | Kernstadt                                                     | Dahlien, Zierpflanze |
| Damaschkeweg                   | Oberzell                                                      | Adolf Damaschke (1865–1935), Pädagoge und Führer der Bodenreformbewegung |
| David-Mieser-Straße            | Kernstadt                                                     | David Mieser (um 1580–1635), Maler, Schöpfer des „Prospekts der Reichsstadt Ravensburg und ihres Hochgerichtsbezirks“ im Rathaus |
| Deisenfang                     | Kernstadt                                                     | erstmals 1387 genannt als „Tysenwang“ (Wiese des Mattheis) |
| Deisenfangstraße               | Kernstadt                                                     | alter Flurname „Deisenfang“, erstmals 1387 genannt als „Tysenwang“ (Wiese des Mattheis) |
| Donauschwabenstraße            | Weißenau                                                      | Donauschwaben |
| Dorfbrunnenstraße              | Gornhofen                                                     | |
| Dorfstraße                     | Torkenweiler                                                  | |
| Dreiländerring                 | Kernstadt                                                     | Deutschland, Österreich und Schweiz, die Staaten der Bodenseeregion |
| Dürerweg                       | Kernstadt                                                     | Albrecht Dürer (1471–1528), Maler und Grafiker |
| Ebenweg                        | Kernstadt                                                     | Johann Philipp Eben (1761–1811), Pfarrer und Lehrer, und Johann Georg Eben (1795–1838), Autor der ersten gedruckten Ravensburger Stadtgeschichte |
| Ebertstraße                    | Kernstadt                                                     | Friedrich Ebert (1871–1925), Reichspräsident |
| Eggartskirch                   | Eggartskirch                                                  | 1220 erstmals genannt als „Eggihardiskilche“ (Kirche des Ekkehard) |
| Eggartskircher Straße          | Alberskirch                                                   | führt nach Eggartskirch |
| Ehrleweg                       | Oberhofen                                                     | Franz Ehrle (1776–1837), Bürgermeister von Eschach 1826–1837 |
| Eibenweg                       | Sickenried                                                    | Eibe, heimisches Nadelgehölz |
| Eichelstraße                   | Kernstadt                                                     | Eichel, Frucht der Eiche (zur Schweinemast, in Notzeiten auch als menschliches Nahrungsmittel genutzt), 1825 als „Eichelmarkt“ genannt |
| Eichenweg                      | Bavendorf                                                     | Eiche, heimischer Baum |
| Einödstraße                    | Obereschach                                                   | Einöde = Einzelsiedlung, einzelner Hof |
| Eisenbahnstraße                | Kernstadt                                                     | Bahnstrecke Ulm–Friedrichshafen, Straße führt zum Bahnhof Ravensburg |
| Elfeldweg                      | Kernstadt                                                     | Flurname, ursprünglich „Eggfeld“ (Feld an der Ecke) |
| Elisabethenstraße              | Kernstadt                                                     | Hl. Elisabeth von Thüringen, Patronin des Krankenhauses St. Elisabeth |
| Elsterweg                      | Kernstadt                                                     | Elster, heimischer Vogel |
| Emmy-Rebstein-Weg              | Kernstadt                                                     | Emmy Rebstein-Metzger (1898–1967), in Ravensburg geborene Juristin, erste Rechtsanwältin in Württemberg und Baden |
| Erbenweiler                    | Erbenweiler                                                   | 1219 erstmals genannt als „Herbinwilare“, 1262 als „Erbenwiler“ (Weiler des Erbo) |
| Ergathof                       | Kernstadt                                                     | alter Flurname „Ergat“ (aufgegebenes Ackerland) |
| Erlenweg                       | Kernstadt                                                     | Erle, heimischer Baum |
| Ernst-Kretschmer-Straße        | Weingartshof                                                  | Ernst Kretschmer, Psychiater (1888–1964) |
| Erzbergerstraße                | Kernstadt                                                     | Matthias Erzberger (1875–1921), Politiker (Zentrum), von rechtsnationalen Attentätern ermordet |
| Eschau                         | Schmalegg                                                     | erstmals 1291 als „Ashowe“ genannt (vermutlich Eschenwiese) |
| Eschauer Straße                | Bavendorf                                                     | führt nach Eschau |
| Escher-Wyss-Straße             | Kernstadt                                                     | Maschinenfabrik Escher-Wyss (gegründet 1856), später Sulzer AG, heute zu Voith und Andritz Hydro |
| Eschweg                        | Torkenweiler                                                  | alter Flurname „Esch“ (Flur, Feld) |
| Ettmannsschmid                 | Kernstadt                                                     | 1180 erstmals genannt als „Hezmannismitten“ (Schmiede des Hezmann) |
| Eugen-Bolz-Straße              | Kernstadt                                                     | Eugen Bolz (1881–1945), Politiker (Zentrum), Staatspräsident und Widerstandskämpfer |
| Eywiesenstraße                 | Kernstadt                                                     | 1424 erstmals genannt als „Aichwiesen“ (Eichwiesen) |
| Fabrikgasse                    | Kernstadt                                                     | |
| Falkenweg                      | Kernstadt                                                     | Falke, heimischer Greifvogel |
| Fasanenweg                     | Kernstadt                                                     | Fasan, heimischer Hühnervogel |
| Federburgstraße                | Kernstadt                                                     | alter Flurname „im Federburger“ nach dem Besitzer Jacob Humpis, genannt Federburger (um 1500) |
| Felz                           | Kernstadt                                                     | erstmals 1055 genannt als „Vlen“, 1270 „Ulen“ und „Velts“ (vermutlich Personenname) |
| Fichtenweg                     | Kernstadt                                                     | Fichte, heimischer Baum |
| Fidazhofen                     | Fidazhofen                                                    | erstmals 1180 genannt als „Vidanshofen“ (Hof des Fidantius) |
| Fidazhofer Steige              | Torkenweiler                                                  | führt nach Fidazhofen |
| Fidel-Berger-Straße            | Weißenau                                                      | Fidel Berger (1866–1950), Bürgermeister von Eschach 1895–1919 |
| Fildenmoos                     | Fildenmoos                                                    | |
| Finkenweg                      | Kernstadt                                                     | Fink, heimischer Vogel |
| Flappach                       | Kernstadt                                                     | Flappach, Zufluss der Schussen |
| Flappachstraße                 | Kernstadt                                                     | Flappach, Zufluss der Schussen |
| Fliederweg                     | Weißenau                                                      | Flieder, Zierstrauch |
| Florianstraße                  | Weißenau                                                      | Florian von Lorch, Schutzpatron der Feuerwehr |
| Florianweg                     | Oberzell                                                      | Florian von Lorch, Schutzpatron der Feuerwehr |
| Flurstraße                     | Bavendorf                                                     | Flur, landwirtschaftliches Gelände |
| Franz-Bayer-Straße             | Oberzell                                                      | Franz Bayer (1884–1967), Kirchenmaler, geboren in Klöcken bei Oberzell |
| Franz-Beer-Straße              | Weißenau                                                      | Franz Beer (1660–1726), Baumeister, Erbauer der Klosterkirche Weißenau |
| Franz-Joachim-Beich-Straße     | Kernstadt                                                     | Franz Joachim Beich (1685–1748), bayerischer Hofmaler, geboren in Ravensburg |
| Franz-Liszt-Weg                | Kernstadt                                                     | Franz Liszt (1811–1886), ungarischer Komponist und Pianist |
| Franz-Schmuzer-Weg             | Weißenau                                                      | Franz Schmuzer (1676–1741), Stuckateur des Barock, Schöpfer der Stuckdekoration der Klosterkirche Weißenau |
| Franz-Schubert-Straße          | Oberzell                                                      | Franz Schubert (1797–1828), österreichischer Komponist |
| Franz-Stapf-Straße             | Kernstadt                                                     | Franz Stapf (1842–1930), Franz-Dominikus Stapf, Baurat, Spender eines großen Grundstücks zur Vergrößerung des Kuppelnau-Festplatzes |
| Franz-Xaver-Honer-Straße       | Erlen                                                         | Franz Xaver Honer (19. Jh.), deutscher Industrieller, 1866 Gründer der späteren Maschinenfabrik Ravensburg |
| Frauenstraße                   | Kernstadt                                                     | nach der Liebfrauenkirche und dem Frauentor |
| Freiherr-vom-Stein-Straße      | Kernstadt                                                     | Heinrich Friedrich Karl vom und zum Stein (1757–1831), preußischer Staatsmann und Reformpolitiker |
| Freiherr-von-Richthofen-Straße | Kernstadt                                                     | Manfred von Richthofen (1892–1918), Jagdflieger im Ersten Weltkrieg („Der rote Baron“) |
| Friedberg                      | Kernstadt                                                     | |
| Friedbergweg                   | Kernstadt                                                     | |
| Friedenstraße                  | Kernstadt                                                     | |
| Friedhofstraße                 | Kernstadt                                                     | Hauptfriedhof Ravensburg, 1875 eingeweiht |
| Friedrich-Schiller-Straße      | Kernstadt                                                     | Friedrich Schiller (1759–1805), Dichter |
| Friedrich-Schramm-Weg          | Kernstadt                                                     | Friedrich Schramm, spätgotischer Bildhauer, dem früher die Ravensburger Schutzmantelmadonna zugeschrieben wurde |
| Friedrichshafener Straße       | Weißenau, Oberhofen und Untereschach                          | führt in Richtung Friedrichshafen |
| Friedrichstraße                | Kernstadt                                                     | Friedrich I. (1754–1816), König von Württemberg |
| Funkenhausen                   | Schmalegg                                                     | |
| Furt                           | Kernstadt                                                     | erstmals 1172 genannt als „Furte“ (Furt, Untiefe) |
| Furter Straße                  | Obereschach                                                   | führt nach Furt |
| Gäldrichweg                    | Kernstadt                                                     | Gäldrich (Familie), Ravensburger Patriziergeschlecht |
| Galgenhalde                    | Kernstadt                                                     | hier stand in reichsstädtischer Zeit der städtische Galgen |
| Gänsbühl                       | Kernstadt                                                     | 1321 erstmals genannt, Gänseweide am Stadtbach |
| Gänshaldestraße                | Kernstadt                                                     | alter Flurname „Gänshalde“ (Gänseweide) |
| Ganter                         | Schmalegg                                                     | erstmals 1302 genannt als „Dietischweiler“, seit 1478 „Ganter“ (Küfer) |
| Ganterhofstraße                | Erlen                                                         | |
| Gartenstraße                   | Kernstadt                                                     | von Gärten der Bürger gesäumte Straße außerhalb der Stadtmauern |
| Gebhard-Fugel-Straße           | Oberzell                                                      | Gebhard Fugel (1863–1939), Maler christlicher Motive, Schöpfer des Jerusalempanoramas in Altötting, geboren in Oberklöcken bei Oberzell |
| Gebhard-Fugel-Weg              | Kernstadt                                                     | Gebhard Fugel (1863–1939), Maler christlicher Motive, Schöpfer des Jerusalempanoramas in Altötting, geboren in Oberklöcken bei Oberzell |
| Gebizostraße                   | Weißenau                                                      | Gebizo von Ravensburg († 1153), Ministeriale der Welfen, Stifter des Klosters Weißenau |
| Geissweiden                    | Bavendorf                                                     | alter Flurname (Ziegenweide) |
| Georgstraße                    | Kernstadt                                                     | Georg, Heiliger, Patron des dortigen Leprosenspitals St. Georg (bis 1440) und seiner Kapelle (1832 abgebrochen) – vor 1837 Henkergasse nach dem dortigen Henkerhaus |
| Geratsberg                     | Schmalegg                                                     | erstmals im 12. Jh. genannt als „Gerhardesberch“ (Berg des Gerhard) |
| Gerberstraße                   | Kernstadt                                                     | Gerber (Lederhandwerker), in reichsstädtischer Zeit dort ansässig |
| Gertrud-Ehrle-Weg              | Kernstadt                                                     | Gertrud Ehrle (1897–1985), Präsidentin des Katholischen Deutschen Frauenbundes 1952–1979, geboren in Ravensburg |
| Gespinstmarkt                  | Kernstadt                                                     | Markt für Gespinst (= Garn) |
| Gewerbegebiet                  | Schmalegg                                                     | Gewerbegebiet |
| Gluckweg                       | Kernstadt                                                     | Christoph Willibald Gluck (1714–1787), Komponist |
| Goetheplatz                    | Kernstadt                                                     | Johann Wolfgang von Goethe (1749–1832), Dichter |
| Goethestraße                   | Kernstadt                                                     | Johann Wolfgang von Goethe (1749–1832), Dichter |
| Goldgasse                      | Kernstadt                                                     | eventuell nach dort ansässigen Goldschmieden oder als beschönigender Name für eine wenig ansehnliche Gasse |
| Gornhofener Straße             | Obereschach                                                   | führt nach Gornhofen |
| Goßnerhalde                    | Kernstadt                                                     | Familie Goßner, Besitzer des Goßnerhofs |
| Goßnerstraße                   | Kernstadt                                                     | Familie Goßner, Besitzer des Goßnerhofs |
| Gotthilf-Vöhringer-Weg         | Weißenau                                                      | Gotthilf Vöhringer (1881–1955), evangelischer Theologe, Namensgeber der hier ansässigen Gotthilf-Vöhringer-Schule |
| Gottlieb-Daimler-Straße        | Kernstadt                                                     | Gottlieb Daimler (1834–1900), Automobil-Konstrukteur |
| Gradmannstraße                 | Kernstadt                                                     | Familie Gradmann, insbesondere im 19. Jahrhundert hervorgetretene evangelische Ravensburger Familie, u. a. Johann Jakob Gradmann (1750–1817), Pfarrer und Verfasser des Personenlexikons „Das gelehrte Schwaben“, und Anton Gradmann (1783–1855), Gründer der ersten Ravensburger Tageszeitung |
| Graf-Spee-Weg                  | Kernstadt                                                     | Maximilian von Spee (1861–1914), Vizeadmiral im Ersten Weltkrieg |
| Graf-Sternberg-Straße          | Weißenau                                                      | Grafen von Sternberg-Manderscheid, nach der Säkularisation 1803 Besitzer der ehemaligen Reichsabtei Weißenau (bis 1835) |
| Grafengasse                    | Kernstadt                                                     | Hans Martin Graf, Bäcker (dort ab 1746 ansässig) |
| Greckenhof                     | Schmalegg                                                     | erstmals 1413 genannt als „Greggenhofen“ (Hof des Greck, wohl Spitzname) |
| Gringen                        | Schmalegg                                                     | |
| Grüner-Turm-Straße             | Kernstadt                                                     | Grüner Turm, benachbarter Turm der Ravensburger Stadtbefestigung. Die jahrhundertelang „Judengasse“ bzw. „Judenstraße“ benannte Straße, an der im Mittelalter vor der Vertreibung der Ravensburger Juden 1429 auch die Synagoge lag, wurde 1934 nach dem Hitlerjungen Herbert Norkus in Herbert-Norkus-Straße umbenannt. Nach dem Zweiten Weltkrieg wurde die Straße nicht zurückbenannt, sondern 1945 in „Grüner-Turm-Straße“ umbenannt. Auch Initiativen 1978 und 1983 führten nicht zur Rückbenennung; das Straßenschild enthält inzwischen zusätzlich die Angabe „bis 1934 Judenstraße“. |
| Grünlandweg                    | Kernstadt                                                     | Kleinsiedlung „Grünland“ |
| Gustav-Nachtigal-Weg           | Kernstadt                                                     | Gustav Nachtigal (1834–1885), Afrikaforscher |
| Gustav-Werner-Straße           | Oberzell                                                      | Gustav Werner (1809–1887), evangelischer Pfarrer und Gründer der diakonischen „Gustav-Werner-Stiftung“ |
| Gutenbergweg                   | Kernstadt                                                     | Johannes Gutenberg (um 1400–1468), Erfinder des Buchdrucks mit beweglichen Metalllettern in Europa |
| Gutenfurt                      | Gutenfurt                                                     | liegt an einer guten Furt durch die Schussen |
| Hagenbach                      | Schmalegg                                                     | umfriedeter oder von Hecken umwachsener (Hag) Bach |
| Häldele                        | Oberhofen                                                     | alter Flurname (Hang) |
| Haldeneschstraße               | Sickenried, Torkenweiler                                      | Flurname (mit Eschen überwachsener Hang oder Flurstück mit Anbauzwang) |
| Haldenweg                      | Kernstadt                                                     | alter Flurname „Halde“ (Hang) |
| Hans-Mantz-Straße              | Kernstadt                                                     | Hans Mantz (1872–1938), Oberbürgermeister von Ravensburg 1922–1932 |
| Hans-Züricher-Weg              | Kernstadt                                                     | Hans Züricher oder Zürcher (15. Jh.), Bürgermeister und Stadtamtmann von Ravensburg |
| Hasenwinkel                    | Schmalegg                                                     | |
| Hauffweg                       | Oberzell                                                      | Wilhelm Hauff (1802–1827), Dichter |
| Haushalde                      | Kernstadt                                                     | zum Burachhof gehörendes Flurstück |
| Hegaustraße                    | Kernstadt                                                     | Hegau, Landschaft |
| Heidengässle                   | Kernstadt                                                     | |
| Heilig-Kreuz-Straße            | Kernstadt                                                     | Heiliges Kreuz, Patrozinium des ehemaligen Leprosenspitals Heilig Kreuz und seiner Kapelle |
| Heimbrand                      | Kernstadt                                                     | 1674 erstmals genannt als „Haimbrand“ (Familienname) |
| Helmut-Vetter-Straße           | Erlen                                                         | Helmut Vetter, Apotheker und Gründer von Vetter Pharma |
| Henri-Dunant-Straße            | Kernstadt                                                     | Henri Dunant (1828–1910), Gründer des Roten Kreuzes |
| Hermann-Krotz-Weg              | Kernstadt                                                     | Hermann Krotz, beim Brand im Frauentorturm tödlich verunglückter Feuerwehrmann |
| Hermann-Löns-Weg               | Kernstadt                                                     | Hermann Löns (1866–1914), Schriftsteller |
| Herrenstraße                   | Kernstadt                                                     | Herren (Patrizier und Geistliche), in reichsstädtischer Zeit dort ansässig |
| Herrgottsfeld                  | Herrgottsfeld                                                 | Hofname, 1219 erstmals genannt als „Hergersvelt“ (Feld des Herger) |
| Herrgottsfelder Weg            | Alberskirch                                                   | führt zum Hof Herrgottsfeld |
| Hindenburgstraße               | Kernstadt                                                     | Paul von Hindenburg (1847–1934), Feldmarschall und Reichspräsident |
| Hinterweißenried               | Schmalegg                                                     | alter Flurname, 1263 erstmals genannt (Ried mit Wollgras) |
| Hinzistobel                    | Kernstadt                                                     | 1180 erstmals genannt als „Hunzilstobel“ (Tobel, Schlucht des Hunzo) |
| Hinzistobler Straße            | Kernstadt                                                     | führt nach Hinzistobel |
| Hipperweg                      | Kernstadt                                                     | Franz von Hipper (1863–1932), Admiral im Ersten Weltkrieg |
| Hirschgraben                   | Kernstadt                                                     | Stadtgraben, in dem bis 1972 Hirsche gehalten wurden |
| Hittisauer Straße              | Oberzell                                                      | Hittisau in Vorarlberg, Partnergemeinde der Ortschaft Taldorf |
| Hochberg                       | Kernstadt                                                     | Hofname |
| Hochbergstraße                 | Kernstadt                                                     | Bereich um den Hof Hochberg |
| Hochgerichtstraße              | Kernstadt                                                     | Hochgericht (Blutgerichtsbarkeit), nach dem in der Nähe befindlichen Richtplatz (Galgen) zu reichsstädtischer Zeit, siehe auch Galgenhalde |
| Hochstatt                      | Kernstadt                                                     | hochgelegener Ort |
| Hochstätt                      | Schmalegg                                                     | hochgelegener Ort |
| Hochweiher                     | Kernstadt                                                     | 1495 erstmals als „Hochweiler“ (hoch gelegener Weiler) |
| Hohe Bäume                     | Untereschach                                                  | |
| Höhengang                      | Kernstadt                                                     | |
| Hohrain                        | Gornhofen                                                     | |
| Holbeinstraße                  | Kernstadt                                                     | Holbein, Ravensburger Patriziergeschlecht |
| Hölderlinstraße                | Oberzell                                                      | Friedrich Hölderlin (1770–1843), Dichter |
| Höll                           | Kernstadt                                                     | enger Tobel (Schlucht) |
| Höllbergweg                    | Weingartshof                                                  | Anhöhe über einem engen Tobel (Schlucht) |
| Höllholz                       | Weingartshof                                                  | enger Tobel (Schlucht) in einem Wald |
| Höllwaldstraße                 | Kernstadt                                                     | enger Tobel (Schlucht) in einem Wald |
| Holzhayweg                     | Weißenau                                                      | Johann Nepomuk Holzhay, Orgelbauer, Schöpfer der Orgel in der ehemaligen Klosterkirche Weißenau |
| Hopfenstraße                   | Gornhofen                                                     | Hopfen, in der Region angebaute Nutzpflanze |
| Hopfenweg                      | Kernstadt                                                     | Hopfen, in der Region angebaute Nutzpflanze |
| Hotterloch                     | Hotterloch                                                    | |
| Hotterlochweg                  | Kernstadt                                                     | führt zum Hotterloch |
| Hub                            | Kernstadt                                                     | alter Flurname (bewirtschaftetes Land eines Hofs) |
| Huberöschweg                   | Kernstadt                                                     | alter Flurname, Ösch (Flur) eines zinspflichtigen Bauern (Huber) |
| Hübscher                       | Schmalegg                                                     | |
| Hugo-Herrmann-Straße           | Kernstadt                                                     | Hugo Herrmann, Komponist, Organist und Chorleiter; geboren in Ravensburg |
| Hühnerstallweg                 | Kernstadt                                                     | |
| Hummelbergstraße               | Taldorf                                                       | alter Flurname „Hummelberg“ oder „Hammelberg“ (vermutlich Waldstück für die Farrenhaltung) |
| Humpisstraße                   | Kernstadt                                                     | Humpis, Ravensburger Kaufmannsgeschlecht, bedeutendste Mitglieder der Großen Ravensburger Handelsgesellschaft |
| Hütten                         | Hütten                                                        | |
| Hüttenberg                     | Sickenried                                                    | |
| Hüttenberger Weg               | Torkenweiler                                                  | |
| Hüttenbergstraße               | Sickenried                                                    | |
| Hüttenweg                      | Bavendorf                                                     | |
| Im Andermannsberg              | Kernstadt                                                     | alter Flurname, 1359 als „Adelmannsperg“ (Berg des Adelmann) |
| Im Bergle                      | Oberzell                                                      | |
| Im Egert                       | Kernstadt                                                     | alter Flurname „Egert“ (aufgegebenes Ackerland) |
| Im Eichen                      | Untereschach                                                  | |
| Im Hegenried                   | Obereschach                                                   | alter Flurname „Hegenried“ (Sumpfland bei Hegenberg, heute Ortsteil von Meckenbeuren) |
| Im Herrengut                   | Obereschach                                                   | |
| Im Kammerbrühl                 | Kernstadt                                                     | Flurname, einer Kammer (herrschaftliche Behörde) unterstellter Brühl (Feuchtwiese) |
| Im Karrer                      | Karrer                                                        | 1250 erstmals genannt als „Brunnoltesberg“ (Berg des Brunholt), 1579 „Karrer“ (wohl Name des Besitzers) |
| Im Obstgarten                  | Bavendorf                                                     | |
| Im Wiesental                   | Kernstadt                                                     | |
| Immelmannweg                   | Kernstadt                                                     | Max Immelmann (1890–1916), Jagdflieger im Ersten Weltkrieg („Adler von Lille“) |
| Immenweg                       | Kernstadt                                                     | Imme, alte Bezeichnung für die Honigbiene |
| In der Baumwiese               | Torkenweiler                                                  | |
| Irisweg                        | Weißenau                                                      | Iris, Zierpflanze |
| Irmengardstraße                | Schmalegg                                                     | Irmengard von Schmalegg-Winterstetten, Ehefrau des Schenken Konrad von Schmalegg-Winterstetten, Mutter des Minnesängers Ulrich von Winterstetten |
| Ittenbeuren                    | Ittenbeuren                                                   | Hofname, 1244 erstmals genannt als „Uttinburron“ (zu den Häusern des Uto oder Otto) |
| Jägerhaus                      | Schmalegg                                                     | |
| Jägerstraße                    | Sickenried                                                    | |
| Jahnstraße                     | Kernstadt                                                     | Friedrich Ludwig Jahn, so genannter „Turnvater Jahn“, politischer Aktivist der deutschen Nationalbewegung im 19. Jahrhundert und Sportpionier |
| Jakob-Russ-Weg                 | Kernstadt                                                     | Jakob Russ, spätgotischer Bildhauer, tätig in Ravensburg, Chur und Überlingen |
| Johann-Morell-Weg              | Kernstadt                                                     | Johann Morell |
| Jörg-Syrlin-Weg                | Oberzell                                                      | Jörg Syrlin d. Ä. (um 1425–1491), spätgotischer Bildhauer der Ulmer Schule |
| Josef-Graf-Weg                 | Oberzell                                                      | Josef Graf († 1948), Obsthändler, Besitzer des dortigen „Grafschen Anwesens“ |
| Josef-Strobel-Straße           | Oberzell                                                      | Josef Strobel (1901–1967), Bürgermeister von Taldorf 1927–1966 |
| Josefine-Scheuerle-Weg         | Kernstadt                                                     | Josefine Scheuerle-Birk (1891–1985), Ravensburger Mundartdichterin |
| Kalter Knebel                  | Kernstadt                                                     | alter Flurname (vermutlich kaltes, schattiges Waldstück) |
| Kanalstraße                    | Kernstadt                                                     | Schussenkanal zum Betrieb der Weißenauer Klostermühle |
| Kantstraße                     | Kernstadt                                                     | Immanuel Kant (1724–1804), Philosoph |
| Kapellenweg                    | Oberzell                                                      | alte Pfarrkirche Oberzell, jetzt Friedhofskapelle |
| Kapuzinerstraße                | Kernstadt                                                     | Kloster der Kapuziner (bestand dort 1626–1803), 1812 abgebrochen |
| Karl-Erb-Ring                  | Kernstadt                                                     | Karl Erb (1877–1958), Opern-, Oratorien- und Liedsänger, in Ravensburg geboren |
| Karl-Sonnenschein-Weg          | Kernstadt                                                     | Carl Sonnenschein (1876–1929), durch sein Auftreten im Arbeitermilieu bekannter katholischer Priester |
| Karl-Wäschle-Straße            | Weststadt                                                     | Karl Wäschle (1922–2014), Oberbürgermeister von Ravensburg |
| Karlsbader Weg                 | Kernstadt                                                     | Karlsbad (tschechisch Karlovy Vary), Stadt in Böhmen |
| Karlstraße                     | Kernstadt                                                     | Karl I. (1823–1891), König von Württemberg 1864–1891 |
| Karmeliterhof                  | Karmeliterhof                                                 | Gutshof des Karmeliterklosters Ravensburg (bis 1803) |
| Karmeliterstraße               | Kernstadt                                                     | Karmeliterkloster Ravensburg (bestand 1344–1803, heute Landgericht am Marienplatz) |
| Kehlstraße                     | Obereschach                                                   | benannt nach dem nahen Kehltobel (= enge Schlucht) |
| Kellenbachsteige               | Taldorf                                                       | alter Flurname „Kellenbach“ (in tiefer Schlucht verlaufender Bach) |
| Keltenring                     | Schmalegg                                                     | Kelten, zu denen vermutlich die Erbauer der nahen Ringgenburg gehörten |
| Kelterweg                      | Weingartshof                                                  | Kelter (Weinpresse), ehemals dort befindlich |
| Kemmerlang                     | Kemmerlang                                                    | 1225 erstmals genannt als „Kembernanc“ (Wohnstätte in sanft gerundetem Gelände) |
| Kemmerlanger Straße            | Oberhofen                                                     | führt nach Kemmerlang |
| Kienestraße                    | Kernstadt                                                     | Johannes Baptist von Kiene (1852–1919), Jurist, Politiker (Zentrum), Landtagsabgeordneter und Justizminister |
| Kirchstraße                    | Kernstadt                                                     | führt zur Liebfrauenkirche |
| Kirchweg                       | Obereschach, Oberhofen                                        | verläuft an der Pfarrkirche St. Johannes Baptist |
| Klaus-Schmid-Straße            | Kernstadt                                                     | Klaus Schmid, erster namentlich bekannter Bürgermeister von Ravensburg 1343–1349 |
| Klöcken                        | Klöcken                                                       | |
| Klosterstraße                  | Kernstadt                                                     | Karmeliterkloster Ravensburg (bestand 1344–1803, heute Landgericht am Marienplatz) |
| Kneippweg                      | Weißenau                                                      | Sebastian Kneipp (1821–1897), Pfarrer und Alternativmediziner |
| Knollengraben                  | Kernstadt                                                     | erstmals im 13. Jh. als „Knollin“ (Personenname) genannt, später „Knollengraben“ (Graben des Knoll) |
| Kögel                          | Gornhofen                                                     | |
| Kohlerstraße                   | Weißenau                                                      | Ottmar Kohler (1907–1958), Bürgermeister von Eschach 1933–1945 |
| Kohlstraße                     | Kernstadt                                                     | Holzkohle, früher dort in Schuppen an der Stadtmauer gelagert |
| Kolpingstraße                  | Oberzell                                                      | Adolph Kolping (1813–1865), katholischer Priester, Begründer des Kolpingwerkes |
| Königin-Katharina-Straße       | Kernstadt                                                     | Katharina Pawlowna Romanowa (1788–1819), Großfürstin von Russland, Königin von Württemberg (als Ehefrau des Königs Wilhelm I., siehe Wilhelmstraße) |
| Königsberger Straße            | Kernstadt                                                     | Königsberg (Preußen), Hauptstadt Ostpreußens, heute Kaliningrad in Russland |
| Konrad-Miller-Straße           | Kernstadt                                                     | Konrad Miller (1844–1933), Theologe und Kartographiehistoriker, geboren in Ravensburg |
| Konrad-Wirt-Weg                | Kernstadt                                                     | Konrad Wirt, Bürgermeister von Ravensburg, Mitbegründer der örtlichen Papiermacherei (um 1400) |
| Konradinstraße                 | Kernstadt                                                     | Konradin (1252–1268), letzter männlicher Erbe der Staufer |
| Kornhausgasse                  | Kernstadt                                                     | führt am Kornhaus vorbei |
| Kornstraße                     | Bavendorf                                                     | Korn (Getreide) |
| Krähenhof                      | Schmalegg                                                     | Hofname |
| Krakauer Weg                   | Kernstadt                                                     | Krakau, Stadt in Polen |
| Krebsergut                     | Kernstadt                                                     | |
| Krebserösch                    | Kernstadt                                                     | |
| Kreuzäcker                     | Torkenweiler                                                  | |
| Kreuzstraße                    | Bavendorf                                                     | |
| Krummäcker                     | Kernstadt                                                     | |
| Krumme Gasse                   | Kernstadt                                                     | |
| Kübler                         | Schmalegg                                                     | |
| Kuppelnaustraße                | Kernstadt                                                     | ursprünglich Pferdekoppel (1343 „Kuppelen“), später als „Kuppelnau“ Schießplatz und Festwiese |
| Lachen                         | Lachen                                                        | Flurname (feuchtes Gelände), 1219 erstmals genannt |
| Langgut                        | Kernstadt                                                     | |
| Langholzweg                    | Kernstadt                                                     | alter Flurname „Langes Holz“ (längliches Waldstück) |
| Langwiese                      | Oberzell                                                      | |
| Lauterach                      | Lauterach                                                     | alter Flurname (klarer Bach) |
| Leim                           | Oberzell                                                      | |
| Leinerweg                      | Kernstadt                                                     | August Leiner (1844–1923), Schriftsteller, Stifter eines Hilfsfonds für Kriegsinvaliden in Ravensburg und Augsburg |
| Leonhardstraße                 | Kernstadt                                                     | Leonhard von Limoges (6. Jh.), Patron der dortigen Leonhardskapelle (profaniert noch vorhanden) |
| Lerchenweg                     | Kernstadt                                                     | Lerche, heimischer Vogel |
| Lichtäcker                     | Bavendorf                                                     | alter Flurname (vermutlich Äcker, die mit Abgaben von Kerzen oder Wachs belastet waren) |
| Lilienweg                      | Kernstadt                                                     | Lilie, Zierpflanze |
| Lindenbühlstraße               | Schmalegg                                                     | Flurname (Hügel mit Linde) |
| Linzgaustraße                  | Kernstadt                                                     | Linzgau, Landschaft |
| Locherhof                      | Kernstadt                                                     | Hofname |
| Locherhofweg                   | Kernstadt                                                     | führt zum Locherhof |
| Lortzingstraße                 | Kernstadt                                                     | Albert Lortzing (1801–1851), Komponist |
| Löschgäßle                     | Bavendorf                                                     | Gasse am Feuerwehrhaus |
| Lüderitzweg                    | Kernstadt                                                     | Franz Adolf Eduard Lüderitz, Kolonialist |
| Ludwig-Jahn-Straße             | Oberzell                                                      | Friedrich Ludwig Jahn, so genannter „Turnvater Jahn“, politischer Aktivist der deutschen Nationalbewegung im 19. Jahrhundert und Sportpionier |
| Ludwig-Uhland-Straße           | Kernstadt                                                     | Ludwig Uhland, Dichter |
| Ludwig-van-Beethoven-Straße    | Kernstadt                                                     | Ludwig van Beethoven (1770–1827), Komponist |
| Luise-Salenbauch-Weg           | Weststadt                                                     | Luise Salenbauch, Kommunalpolitikerin, eine der ersten Ravensburger Gemeinderätinnen (Zentrum, 1928–1933) |
| Lukasweg                       | Oberhofen                                                     | Lukas, Verfasser des Lukas-Evangeliums |
| Lumper                         | Kernstadt                                                     | 1461 erstmals genannt als „Lumpentobel“ (Lagerort der Lumpenvorräte benachbarter Papiermühlen) |
| Luß                            | Schmalegg                                                     | |
| Mariatal                       | Mariatal                                                      | Kloster Mariatal bei Weißenau, zunächst bis 1240 Prämonstratenserinnenkloster, später zur Reichsabtei Weißenau gehörig |
| Mariataler Straße              | Torkenweiler                                                  | führt nach Mariatal |
| Marienburger Straße            | Kernstadt                                                     | Marienburg, Stadt in Westpreußen, heute Malbork (Polen) |
| Marienplatz                    | Kernstadt                                                     | Maria, Mutter Jesu, biblische Person (Ursprünglich hatte der zentrale Platz Ravensburgs drei Namen: im Süden „Am Viehmarkt“, in der Mitte „Platz“ bzw. „Postplatz“, im Norden „Holzmarkt“. 1933 wurden die Mitte und der nördliche Teil in „Adolf-Hitler-Platz“ umbenannt. 1945 wurde der gesamte Platz auf Initiative der katholischen Bevölkerungsmehrheit aus Dankbarkeit für die Verschonung Ravensburg vor Bombenangriffen im Zweiten Weltkrieg, die auf ein Eingreifen Marias bzw. der Ravensburger Schutzmantelmadonna zurückgeführt wurde, in „Marienplatz“ umbenannt.)              |
| Markdorfer Straße              | Bavendorf                                                     | führt in Richtung Markdorf |
| Marktstraße                    | Kernstadt                                                     | seit dem 12. Jahrhundert Ort des Ravensburger Wochenmarkts |
| Martinistraße                  | Oberhofen                                                     | nach der seit 1847 zu Martini (Martinstag am 11. November) durchgeführten Abrechnung der Dorfgemeinschaft |
| Mauerstraße                    | Kernstadt                                                     | führt entlang der westlichen Ravensburger Stadtmauer |
| Meersburger Straße             | Kernstadt                                                     | führt in Richtung Meersburg am Bodensee |
| Mehlsackweg                    | Kernstadt                                                     | Mehlsack, höchster Turm der Stadtbefestigung und Wahrzeichen Ravensburgs |
| Meisenweg                      | Kernstadt                                                     | Meise, heimischer Vogel |
| Memelweg                       | Kernstadt                                                     | Memel, Fluss in Ostpreußen (heute in Weißrussland, Litauen und Russland) |
| Metzgerstraße                  | Kernstadt                                                     | Straße am Schlachthof Ravensburg |
| Metzisweiler                   | Metzisweiler                                                  | 1198 erstmals genannt als „Aziliniswilare“ (Weiler des Azilin) |
| Minneggstraße                  | Kernstadt                                                     | alter Flurname „Minegg“, ursprünglich „Mönchegg“ nach den Prämonstratenserchorherren des Klosters Weißenau, das Besitzer der Weinberge war |
| Minnesängerstraße              | Schmalegg                                                     | Ulrich von Schmalegg-Winterstetten (um 1225–um 1280), Minnesänger |
| Mittelöschstraße               | Kernstadt                                                     | alter Flurname „Mittelösch“ (mittlerer Flurstreifen bei Dreifelderwirtschaft) |
| Mocken                         | Schmalegg                                                     | |
| Mohrengasse                    | Kernstadt                                                     | Gasthaus „Mohren“ (im ehemaligen Hauptsitz der Ravensburger Handelsgesellschaft) |
| Molldiete                      | Kernstadt                                                     | |
| Montelimarstraße               | Kernstadt                                                     | Montélimar, französische Partnerstadt von Ravensburg |
| Montfortweg                    | Oberhofen                                                     | Grafen von Montfort, in Vorarlberg und in Tettnang begüterte Adelsfamilie |
| Mooswiesen                     | Torkenweiler                                                  | |
| Mörikeweg                      | Kernstadt                                                     | Eduard Mörike (1804–1875), Dichter |
| Moshainweg                     | Kernstadt                                                     | Moshain, Patrizier- und Kaufmannsfamilie des Mittelalters |
| Möttelinstraße                 | Kernstadt                                                     | Möttelin, Patrizier- und Kaufmannsfamilie in Ravensburg und Sankt Gallen, vermutlich aus Buchhorn stammend, beteiligt an der Großen Ravensburger Handelsgesellschaft |
| Möwenweg                       | Kernstadt                                                     | Möwe, einheimischer Vogel |
| Mozartstraße                   | Kernstadt                                                     | Wolfgang Amadeus Mozart (1756–1791), Komponist |
| Mozartweg                      | Weißenau                                                      | Wolfgang Amadeus Mozart (1756–1791), Komponist |
| Mühlbruckstraße                | Kernstadt                                                     | „Mühlbruck“, Brücke über die Schussen (schon im 12. Jahrhundert erwähnt) |
| Mühlsteig                      | Schmalegg                                                     | führt zur Ölmühle „Buttenmühle“ |
| Mühlstraße                     | Kernstadt                                                     | ehemals Standort zahlreicher vom Stadtbach angetriebene Mühlen |
| Münsterplatz                   | Weißenau                                                      | Klosterkirche Weißenau, seit 2023 bischöfliches Münster |
| Muntpratstraße                 | Kernstadt                                                     | Muntprat, Kaufmannsfamilie aus Konstanz, beteiligt an der Großen Ravensburger Handelsgesellschaft |
| Nebelhornweg                   | Kernstadt                                                     | Nebelhorn (Berg), Berg in den Allgäuer Alpen |
| Neideggweg                     | Kernstadt                                                     | Neidegg, Patrizier- und Kaufmannsfamilie in Ravensburg (insbesondere im 15. und 16. Jh.) |
| Nelkenweg                      | Kernstadt                                                     | Nelke, Zierpflanze |
| Nepomukweg                     | Gornhofen                                                     | nach dem dort fließenden „Muckenbächle“ (Bach des Nepomuk) |
| Nessenbach                     | Schmalegg                                                     | 1280 erstmals genannt als „Naesilbach“ (vermutlich Bach mit Brennnesselbewuchs) |
| Nestbühl                       | Schmalegg                                                     | |
| Neuaulwangen                   | Schmalegg                                                     | Hofname, Besiedlung 1834 von Aulwangen aus |
| Neubau                         | Kernstadt                                                     | |
| Neuberg                        | Kernstadt                                                     | |
| Neubergweg                     | Weingartshof                                                  | |
| Neuhagenbach                   | Schmalegg                                                     | |
| Neuhaldenstraße                | Torkenweiler                                                  | alter Flurname „Neue Halde“ (neues Rebbaugelände) |
| Neuwiesenstraße                | Kernstadt                                                     | vom Kloster Weißenau im 14. Jh. neu angelegte Wiesen |
| Nikolausstraße                 | Kernstadt                                                     | Nikolaus von Myra, Bischof und Heiliger, Schutzheiliger der Kinder, Namenspatron des Kinderkrankenhauses St. Nikolaus |
| Oberallewinden                 | Kernstadt                                                     | Hofname (in hoher Lage „über allen Winden“) |
| Oberamteigasse                 | Kernstadt                                                     | Sitz der Oberamtei des Oberamts Ravensburg (heute Staatsanwaltschaft) |
| Obere Breite Straße            | Kernstadt                                                     | eine der beiden für die Unterstadt vergleichsweise breiten Straßen |
| Obere Burachstraße             | Kernstadt                                                     | alter Hofname „Burach“, 1143 erstmals genannt als „Bwarin“ (1972 abgebrochen) |
| Obere Kehlstraße               | Obereschach                                                   | benannt nach dem nahen Kehltobel (= enge Schlucht) |
| Oberer Haldenweg               | Kernstadt                                                     | alter Flurname „Halde“ (Hang) |
| Obereschacher Straße           | Untereschach                                                  | führt nach Obereschach |
| Oberhagenbach                  | Schmalegg                                                     | Hofname, Hof liegt über dem Weiler Hagenbach |
| Oberhofener Weg                | Gornhofen                                                     | führt nach Oberhofen |
| Obermeckenhof                  | Schmalegg                                                     | Hofname |
| Obersulgen                     | Gornhofen                                                     | alter Flurname, 1143 erstmals genannt als „Oberesulgin“ (obere Sumpfwiese) |
| Oberweiler                     | Bavendorf                                                     | 1198 erstmals genannt als „Obrenwillare“ (erhöht gelegener Weiler) |
| Oberzeller Straße              | Bavendorf                                                     | führt nach Oberzell |
| O.E.W.-Straße                  | Kernstadt                                                     | Oberschwäbische Elektrizitätswerke |
| Okatreute                      | Schmalegg                                                     | 1219 erstmals genannt als „Okarteriuti“ (Rodung des Okart) |
| Olgastraße                     | Kernstadt                                                     | Olga Nikolajewna Romanowa (1822–1892), Großfürstin von Russland, Königin von Württemberg (als Ehefrau des Königs Karl I., siehe Karlstraße) |
| Ölschwangweg                   | Kernstadt                                                     | Vorstadt Ölschwang, erstmals 1321 genannt als „Erswang“ (Deutung unsicher) |
| Opfenwangweg                   | Weißenau                                                      | 1194 erstmals genannt als „Ophenwanc“ (offene Geländeerhebung) |
| Oppeltshofer Weg               | Kernstadt                                                     | alter Flurname „Oppeltshofen“, 1270 erstmals genannt als „Opolteshoven“ (Hof des Opolt) |
| Osianderweg                    | Weststadt                                                     | Osiandersche Kunststickerei-Anstalt, 1858 in Ravensburg gegründet, Fahnen- und Paramenthersteller |
| Ostlandweg                     | Kernstadt                                                     | Ostgebiete des Deutschen Reiches vor 1945 |
| Otto-Maier-Weg                 | Kernstadt                                                     | Otto Robert Maier (1852–1925), Ravensburger Verleger, Gründer der heute als Ravensburger AG firmierenden Verlagsgruppe |
| Otto-Timme-Straße              | Weißenau                                                      | Otto Timme (1891–1971), Pfarrer in Weißenau 1930–1962 |
| Panoramastraße                 | Torkenweiler                                                  | Panoramablick von der erhöhten Lage aus |
| Parkstraße                     | Kernstadt                                                     | |
| Pater-Leutfried-Weg            | Kernstadt (St. Christina)                                     | Pater Leutfried Heck (um 1910–1991), Pfarrer von St. Christina |
| Pelzmühle                      | Kernstadt                                                     | |
| Petersweg                      | Kernstadt                                                     | Carl Peters (1856–1918), Kolonialist und radikaler Rassenideologe |
| Pfänderweg                     | Kernstadt                                                     | Pfänder, Berg bei Bregenz |
| Pfannenstiel                   | Kernstadt                                                     | Vorstadt „Pfannenstiel“ nach der topographischen Lage im Verhältnis zur Altstadt |
| Philosophenweg                 | Kernstadt                                                     | nach dem Philosophenweg in Heidelberg, der ebenfalls eine gute Aussicht auf die Stadt bietet und für romantische Spaziergänge beliebt war |
| Rabenweg                       | Kernstadt                                                     | Rabe, heimischer Vogel |
| Radgasse                       | Kernstadt                                                     | |
| Rahlen                         | Rahlen                                                        | Familie Rahl, Bauern in Weißenau, darunter der Bauernkriegsführer Stefan Rahl; ursprünglich „Herwigesriuti“ (Rodung des Herwig), 1152 genannt |
| Rahlenweg                      | Kernstadt                                                     | Familie Rahl, Bauern in Weißenau, darunter der Bauernkriegsführer Stefan Rahl |
| Raiffeisenstraße               | Kernstadt                                                     | Friedrich Wilhelm Raiffeisen (1818–1888), Pionier der genossenschaftlichen Bewegung |
| Rasthalde                      | Weißenau                                                      | |
| Rathausstraße                  | Kernstadt                                                     | führt hinter dem Rathaus entlang |
| Raueneggstraße                 | Kernstadt                                                     | alter Flurname „Rauenegg“ (raue, windige Ecke) |
| Rautbrühl                      | Karrer                                                        | |
| Ravensburger Straße            | Weißenau                                                      | führt nach Ravensburg |
| Rebenweg                       | Torkenweiler                                                  | ehemaliger Weinbau |
| Rebholzstraße                  | Untereschach                                                  | ehemaliger Weinbau |
| Rebhuhnweg                     | Kernstadt                                                     | Rebhuhn, heimischer Hühnervogel |
| Rebsteige                      | Weingartshof                                                  | ehemaliger Weinbau |
| Rebstraße                      | Oberhofen                                                     | ehemaliger Weinbau |
| Rechenwiesenstraße             | Kernstadt                                                     | alter Flurname „Rechenwiesen“ (nach einem Flußrechen in der Schussen) |
| Regerweg                       | Kernstadt                                                     | Max Reger (1873–1916), Komponist |
| Reichlestraße                  | Kernstadt                                                     | Andreas Reichle (1861–1921), Oberbürgermeister von Ravensburg 1904–1921 |
| Renauer                        | Renauer                                                       | 1198 erstmals genannt als „Nidrenwillare“ (in Niederung gelegener Weiler), im 15. Jahrhundert „Renauer“ (Bewohner eines sumpfigen Grenzlands) |
| Reute bei Taldorf              | Taldorf                                                       | Reute = Rodung |
| Reutehof                       | Oberzell                                                      | Hofname, Reute = Rodung |
| Riedstraße                     | Kernstadt                                                     | Ried = Sumpfland |
| Riesen                         | Riesen                                                        | Hofname |
| Ringgenburgstraße              | Schmalegg                                                     | Ringgenburg, Wallburg im Schmalegger Tobel |
| Ritter-Heinrich-Straße         | Schmalegg                                                     | Heinrich von Schmalegg (13. Jh.), Ministeriale der Staufer |
| Robert-Bosch-Straße            | Kernstadt                                                     | Robert Bosch (1861–1942), Industrieller |
| Roland-Nann-Weg                | Kernstadt                                                     | Roland Nann, beim Brand im Frauentorturm tödlich verunglückter Feuerwehrmann |
| Römerstraße                    | Kernstadt                                                     | vermutlich alte römische Fernstraße |
| Rosenstraße                    | Kernstadt                                                     | eventuell aufgrund dort ansässigen Prostitutionsgewerbes |
| Rosenweg                       | Weißenau                                                      | Rose, Zierpflanze |
| Rosmarinstraße                 | Kernstadt                                                     | Rosmarin, Duft-, Heil- und Küchenpflanze, womöglich als beschönigender Name für eine nicht wohlriechende Straße |
| Roßbachstraße                  | Kernstadt                                                     | Stadtbach, hier als Pferdeschwemme genutzt |
| Roßstraße                      | Kernstadt                                                     | Pferd, Reittier |
| Rudolfstraße                   | Kernstadt                                                     | Rudolf von Habsburg (1218–1291), König des heiligen römischen Reichs, erklärte Ravensburg 1276 zur Reichsstadt |
| Rümelinstraße                  | Kernstadt                                                     | Gustav von Rümelin (1815–1889), württembergischer Staatsmann, geboren in Ravensburg |
| Rupert-Mayer-Straße            | Kernstadt                                                     | Rupert Mayer (1876–1945), Jesuitenpater und Mitglied des katholischen Widerstands gegen den Nationalsozialismus; Mayer besuchte ein Jahr lang das Gymnasium in Ravensburg und machte dort sein Abitur |
| Saarlandstraße                 | Kernstadt                                                     | Saarland (bis 1935 „Langgasse“, Umbenennung anlässlich der Vereinigung des Saargebiets mit dem Deutschen Reich) |
| Salamanderweg                  | Kernstadt                                                     | Salamander, Schwanzlurch |
| Sandbühl                       | Oberhofen                                                     | alte Ortsbezeichnung „Sandbühl“ (sandiger Hügel) |
| Säntisstraße                   | Bavendorf                                                     | Säntis, Berg in der Schweiz |
| Saumweg                        | Torkenweiler                                                  | alter Flurname „im Saum“ (Stück Land zwischen anderen Anbauformen) |
| Schaufel                       | Bavendorf                                                     | Hofname |
| Schenk-Konrad-Straße           | Schmalegg                                                     | Konrad von Schmalegg-Winterstetten, Ministeriale der Welfen im 13. Jh. |
| Schenkenstraße                 | Schmalegg                                                     | Schenken von Schmalegg-Winterstetten, Ministerialengeschlecht |
| Schillerplatz                  | Kernstadt                                                     | Friedrich Schiller, Dichter |
| Schillerstraße                 | Weißenau                                                      | Friedrich Schiller, Dichter |
| Schindeliweg                   | Kernstadt                                                     | Schindeli, Ravensburger Patriziergeschlecht |
| Schlegel                       | Schmalegg                                                     | |
| Schlegelwinkel                 | Kernstadt                                                     | |
| Schlierer Straße               | Kernstadt                                                     | führt nach Schlier |
| Schloßhalde                    | Schmalegg                                                     | Burg Schmalegg, abgegangene Burg der Schenken von Schmalegg-Winterstetten |
| Schmalegger Straße             | Kernstadt                                                     | führt nach Schmalegg |
| Schmalzgrub                    | Kernstadt                                                     | alter Flurname (lehmiger Acker) |
| Schmucker                      | Schmalegg                                                     | Hofname |
| Schnitzerweg                   | Kernstadt                                                     | Peter Schnitzer, Bürgermeister von Ravensburg 1475 und 1482 |
| Schornreuteweg                 | Kernstadt                                                     | nach dem Wohnplatz Schornreute, 1244 erstmals genannt als „Schoren“ (umgegrabenes Land) |
| Schubertstraße                 | Kernstadt                                                     | Franz Schubert (1797–1828), österreichischer Komponist |
| Schuhmacher                    | Bavendorf                                                     | 1428 erstmals genannt als „Birkenruti“ (Birkenrodung), 1265 als „Birkenreute genannt Schuomacher“ (Familienname) |
| Schuhmacherhof                 | Bavendorf                                                     | Erweiterung des Hofs Schuhmacher |
| Schulgasse                     | Kernstadt                                                     | Schulen im ehemaligen Karmeliterkloster (1815–1869 dort ansässig) |
| Schulstraße                    | Oberzell                                                      | Grundschule Oberzell |
| Schumannweg                    | Kernstadt                                                     | Robert Schumann (1810–1856), Komponist |
| Schussenstraße                 | Kernstadt                                                     | Schussen, durch Ravensburg führender Fluss |
| Schussenweg                    | Weißenau                                                      | Schussen, durch Ravensburg führender Fluss |
| Schützenstraße                 | Kernstadt                                                     | Ravensburger Büchsenschützen, Schützenplatz um 1490–1877 an der Kuppelnau |
| Schwabenstraße                 | Weißenau                                                      | Schwaben, Volksgruppe oder Landschaft |
| Schwalbenweg                   | Kernstadt                                                     | Schwalbe, heimischer Vogel |
| Schwanenstraße                 | Kernstadt                                                     | Gastwirtschaft zum Schwanen |
| Schwärzach                     | Gornhofen                                                     | Schwarzach, Zufluss der Schussen |
| Schwarzachstraße               | Obereschach                                                   | Schwarzach, Zufluss der Schussen |
| Schwarzensteg                  | Schmalegg                                                     | Steg bei einem Köhlerhaus |
| Sederlitz                      | Sederlitz                                                     | 1189 erstmals genannt als „Sadirlinswilare“ (Weiler des Sadirlin/Sättele) |
| Seeblick                       | Kernstadt                                                     | Blick bis zum Bodensee |
| Seelbruckstraße                | Kernstadt                                                     | Brücke über den Stadtbach zum Seelhaus |
| Seestraße                      | Kernstadt                                                     | führt in Richtung Bodensee |
| Segner                         | Kernstadt                                                     | |
| Semper                         | Kernstadt                                                     | Hofname, Anfang eines Sinnspruchs über der Tür des 1781 erbauten Gebäudes „Semper bleibe das Gebäude Kinds- und Kindeskinder Freude“ (semper = lateinisch für „immer“) |
| Siedlerweg                     | Kernstadt                                                     | Bewohner der Kleinsiedlung „Grünland“ |
| Silcherweg                     | Kernstadt                                                     | Friedrich Silcher (1789–1860), Komponist |
| Solbacher Straße               | Gornhofen                                                     | führt nach Vordersolbach und Hintersolbach |
| Sommerrain                     | Torkenweiler                                                  | Flurname (Grasland in Südlage) |
| Sonnenbüchelweg                | Kernstadt                                                     | alter Flurname „Sonnebüchel“ (sonniger Hügel) |
| Sperberweg                     | Kernstadt                                                     | Sperber, heimischer Greifvogel |
| Sperlingweg                    | Kernstadt                                                     | Sperling, heimischer Vogel |
| Spitalhalde                    | Kernstadt                                                     | Grundbesitz des Heilig-Geist-Spitals |
| Spohnstraße                    | Kernstadt                                                     | Spohn, Unternehmer- und Mäzenfamilie, darunter Julius Spohn, Richard Spohn, Hermann Spohn, siehe auch Spohn-Gymnasium |
| Springerstraße                 | Kernstadt                                                     | Martin Springer (1842–1904), Bürgermeister von Ravensburg 1886–1904 |
| St. Christina                  | Kernstadt (St. Christina)                                     | Christina von Bolsena, Patronin der katholischen Pfarrkirche St. Christina |
| St.-Antonius-Weg               | Oberzell                                                      | Antonius von Padua, Patron der katholischen Pfarrkirche in Oberzell |
| St.-Gallus-Weg                 | Kernstadt                                                     | Gallus, Heiliger |
| St.-Gebhard-Weg                | Kernstadt                                                     | Gebhard von Konstanz, Bischof von Konstanz, Heiliger |
| St.-Georg-Straße               | Untereschach                                                  | Georg (Heiliger), Patron der Kapelle in Untereschach |
| St.-Kolumban-Straße            | Bavendorf                                                     | Columban von Luxeuil, Patron der katholischen Pfarrkirche in Bavendorf |
| St.-Magdalena-Ring             | Schmalegg                                                     | Sankt Magdalena am Lemberg, Gemeinde in der Steiermark, mit der Schmalegg seit 1977 freundschaftliche Beziehungen pflegt (St. Magdalena ist seit 2013 Teil der neuen Gemeinde Buch-St. Magdalena). |
| St.-Martinus-Straße            | Kernstadt                                                     | Martin von Tours, Diözesanpatron der Diözese Rottenburg-Stuttgart, Schutzpatron des Klosters Weingarten |
| St.-Rochus-Weg                 | Alberskirch                                                   | Rochus von Montpellier (um 1295–1327), Schutzpatron der Pestkranken (Rochus-Statue in der nahen Kapelle) |
| Stadtblick                     | Kernstadt                                                     | Blick auf das Stadtzentrum von Ravensburg |
| Ständlerweg                    | Bavendorf                                                     | Flurname „Ständleräcker“ (vermutlich umfriedeter Weideplatz mit Unterständen für das Vieh) |
| Starenweg                      | Kernstadt                                                     | Star, heimischer Vogel |
| Stauferstraße                  | Kernstadt                                                     | Staufer, schwäbische Herrscherdynastie, 1191–1268 Stadtherren von Ravensburg |
| Steinbeisstraße                | Kernstadt                                                     | Ferdinand von Steinbeis (1807–1893), württembergischer Wirtschaftspolitiker |
| Stockäcker                     | Torkenweiler                                                  | |
| Stockerholzweg                 | Taldorf                                                       | nach dem Stockerholzbach (Bach durch Rodungswald) |
| Storchen                       | Kernstadt                                                     | 1339 erstmals genannt als „Stork“ (vermutlich von Storre = Baumstumpf) |
| Storchenstraße                 | Kernstadt                                                     | nach den dortigen Höfen Vorderstorchen und Hinterstorchen, 1339 erstmals genannt als „Stork“ (vermutlich von Storre = Baumstumpf) |
| Strauben                       | Kernstadt                                                     | im 13. Jh. erstmals genannt als „Strubichach“, 1553 als „Straubenbühl“, Flurname (mit Dickicht bewachsener Hang) |
| Strietach                      | Strietach                                                     | im 13. Jh. erstmals genannt als „Strvtach“ (mit Gebüsch bewachsenes Gelände) |
| Sudetenweg                     | Weißenau                                                      | Sudetendeutsche, Sammelbezeichnung für deutschsprachige Bewohner von Böhmen, Mähren und Schlesien |
| Sunthaimstraße                 | Kernstadt                                                     | Ladislaus Sunthaym (um 1440–1512/1513), Historiker und Genealoge, in Ravensburg geboren |
| Taldorf                        | Taldorf                                                       | 1191 erstmals erwähnt (im Tal liegendes Dorf) |
| Taldorfer Straße               | Taldorf, Dürnast                                              | führt nach Taldorf |
| Tannenbergstraße               | Kernstadt                                                     | Schlacht bei Tannenberg 1410 (Niederlage des Deutschen Ordens in den Litauerkriegen) und die bei Allenstein stattgefundene, von Hindenburg zu Propagandazwecken umbenannte Schlacht bei Tannenberg 1914 (Sieg der Deutschen im Ersten Weltkrieg) |
| Tannsbergstraße                | Schmalegg                                                     | |
| Tennenmoos                     | Gornhofen                                                     | Flurname (mit Tannen bewachsenes Feuchtgebiet) |
| Tettnanger Straße              | Kernstadt, Weingartshof, Torkenweiler, Oberhofen, Obereschach | führt in Richtung Tettnang |
| Teuringer                      | Weingartshof                                                  | |
| Theodor-Krumm-Straße           | Erlen                                                         | Theodor Krumm (1871–1968), Feinbäcker und Gründer von Tekrum |
| Theodor-Schnell-Weg            | Weststadt                                                     | Theodor Schnell der Ältere (1836–1909), Bildhauer, oder Theodor Schnell der Jüngere (1870–1938), Bildhauer |
| Theresia-Gerhardinger-Weg      | Kernstadt                                                     | Karolina Gerhardinger (1797–1879; Ordensname: Maria Theresia von Jesu), Gründerin der „Armen Schulschwestern“ |
| Tobelweg                       | Torkenweiler                                                  | Tobel (Schlucht) |
| Torkelweg                      | Torkenweiler                                                  | Torkel = Kelter (Weinpresse) |
| Torplatz                       | Weißenau                                                      | Haupttor der Reichsabtei Weißenau |
| Traubenweg                     | Torkenweiler                                                  | ehemaliger Weinbau |
| Trutzenweiler                  | Schmalegg                                                     | |
| Trutzenweiler Straße           | Schmalegg                                                     | führt nach Trutzenweiler |
| Tulpenweg                      | Weißenau                                                      | Tulpe, Zierpflanze |
| Uferstraße                     | Kernstadt                                                     | Ufer der Schussen |
| Uhlandstraße                   | Oberzell                                                      | Ludwig Uhland (1787–1862), Dichter, Germanist und Politiker |
| Ulmer Straße                   | Kernstadt                                                     | führt in Richtung Ulm |
| Ummenwinkel                    | Kernstadt                                                     | 1391 erstmals genannt als „Muomenwinkel“ (Wohnplatz der Muhme) |
| Unterallewinden                | Kernstadt                                                     | Hofname, geschützte Lage „unter allen Winden“ (siehe auch Oberallewinden) |
| Untere Breite Straße           | Kernstadt                                                     | eine der beiden für die Unterstadt vergleichsweise breiten Straßen |
| Untere Burachstraße            | Kernstadt                                                     | alter Hofname „Burach“, 1143 erstmals genannt als „Bwarin“ (1972 abgebrochen) |
| Untereschacher Straße          | Oberhofen                                                     | führt nach Untereschach |
| Untermeckenhof                 | Schmalegg                                                     | |
| Unterwaldhausen                | Schmalegg                                                     | |
| Unterwolfsberg                 | Schmalegg                                                     | Hofname, Hof unterhalb des Hofs Wolfsberg |
| Urbanstraße                    | Kernstadt                                                     | Urban I., Papst 222–230, Schutzpatron der Winzer und Küfer |
| Vehrengasse                    | Kernstadt                                                     | vermutlich nach Stadtschreiber Ver (um 1500) |
| Veit-Stoß-Weg                  | Kernstadt                                                     | Veit Stoß (um 1447–1533), Bildhauer der Spätgotik, von dem man fälschlicherweise annahm, er sei in Ravensburg geboren |
| Veitsburg                      | Kernstadt                                                     | Veitsburg, ehemalige „Ravensburg“, nach der Burgkapelle mit dem Patrozinium St. Veit |
| Vogelhäusle                    | Kernstadt                                                     | vielleicht nach dem nahen Hof Vogler |
| Vogler                         | Vogler                                                        | 1339 erstmals genannt als „Zur guldin Hub“, im 15. Jh. „Vogler“ (Familienname) |
| Vorarlberger Straße            | Kernstadt                                                     | Vorarlberg, österreichisches Bundesland |
| Vordere Kirchgasse             | Alberskirch                                                   | nach der katholischen Filialkirche Zur Schmerzhaften Muttergottes in Alberskirch |
| Vordersolbach                  | Gornhofen                                                     | 1262 erstmals genannt als „Sulbach“ (sumpfiger Bach) |
| Vorderstrauben                 | Kernstadt                                                     | Teil des Wohnplatzes „Strauben“, siehe dort |
| Vorderweißenried               | Schmalegg                                                     | 1115 erstmals genannt als „Diezemannsberch“ (Berg des Dietmann), 1441 „Weissenriet“ (Flurname) |
| Waidenhofen                    | Gornhofen                                                     | 1219 erstmals genannt als „Weidenhoven“ (von Weiden umstandener Hof) |
| Waidenhofener Straße           | Oberhofen                                                     | führt nach Waidenhofen |
| Waldstraße                     | Sickenried                                                    | Wald |
| Wangener Straße                | Kernstadt                                                     | führt in Richtung Wangen im Allgäu |
| Wassertreter                   | Kernstadt                                                     | Spottname des 18. Jh. für die Bewohner (dort zahlreiche Fischweiher) |
| Wehrenhof                      | Kernstadt                                                     | Hofname (Hof des Wehr = Werner) |
| Wehrstraße                     | Kernstadt                                                     | nach dem ehemaligen Wehr in der Schussen |
| Weidenstraße                   | Kernstadt                                                     | Flurname, ursprünglich „Nachtweiden“ (nächtlicher Weideplatz) |
| Weiherstobel                   | Weiherstobel                                                  | 1186 erstmals genannt als „Wigarstobel“ (Tobel des Wigar/Ludwig) |
| Weiherstobelweg                | Torkenweiler                                                  | führt nach Weiherstobel |
| Weinbergstraße                 | Kernstadt                                                     | ehemaliger Weinbau |
| Weinbergweg                    | Weingartshof                                                  | ehemaliger Weinbau |
| Weingartshofer Straße          | Weißenau                                                      | führt nach Weingartshof |
| Weißenauer Halde               | Weingartshof                                                  | ehemaliger Weinberg in Besitz des Klosters Weißenau |
| Weißenauer Straße              | Kernstadt                                                     | führt in den Ortsteil Weißenau |
| Weissenbachstraße              | Kernstadt                                                     | Weissenbach, kleiner Bach nördlich von Weingartshof |
| Welfenstraße                   | Kernstadt                                                     | Welfen, Herrscherdynastie, Erbauer der Ravensburg, Gründer des Klosters Weingarten |
| Werdenbergstraße               | Untereschach                                                  | Grafen von Werdenberg, bis 1309 Besitzer von Untereschach |
| Wernsreute                     | Wernsreute                                                    | 1219 erstmals genannt als „Wernsriuti“ (Rodung des Werner) |
| Wielandweg                     | Oberzell                                                      | Christoph Martin Wieland (1733–1813), Schriftsteller, geboren in Biberach an der Riß |
| Wilder Hammer                  | Kernstadt                                                     | bezieht sich auf die Hammer genannten mittelalterlichen Mühlen in dieser Gegend |
| Wilhelm-Brielmayer-Straße      | Erlen                                                         | Wilhelm Brielmayer, Papierfabrikant im 19. Jahrhundert |
| Wilhelm-Hauff-Straße           | Kernstadt                                                     | Wilhelm Hauff (1802–1827), Dichter |
| Wilhelm-Mayer-Straße           | Kernstadt                                                     | Wilhelm Mayer (Lehrer), Lehrer und Dichter des Ravensburger Heimatlieds „Mein Ravensburg im Schwabenland“ |
| Wilhelm-Schießl-Weg            | Kernstadt                                                     | Wilhelm Schießl, beim Brand im Frauentorturm tödlich verunglückter Feuerwehrmann |
| Wilhelmstraße                  | Kernstadt                                                     | Wilhelm I., König von Württemberg |
| Wippenreute                    | Schmalegg                                                     | im 13. Jh. erstmals genannt als „Wipunruti“ (Rodung des Wipun?) |
| Wirtsgasse                     | Oberzell                                                      | nach der Gastwirtschaft zum Adler |
| Wolfsberg                      | Schmalegg                                                     | 1278 erstmals genannt als „Wolsperch“ (Burg des Wolf) |
| Wolfsberger Straße             | Schmalegg                                                     | führt nach Wolfsberg |
| Wollgasse                      | Kernstadt                                                     | nach dem früher dort stattfindenden Wollmarkt |
| Zabergäu                       | Torkenweiler                                                  | |
| Zeppelinstraße                 | Kernstadt                                                     | Ferdinand Graf von Zeppelin (1838–1917), General und Luftschiffkonstrukteur |
| Zeughausstraße                 | Kernstadt                                                     | städtisches Zeughaus (im 18. Jh. durch Zuchthaus ersetzt, heute „Bruderhaus“) |
| Ziegelstraße                   | Kernstadt                                                     | ehemals dort ansässige städtische Ziegeleien |
| Ziegelweg                      | Oberzell                                                      | |
| Zinsländer                     | Schmalegg                                                     | mit Abgaben belastete Ländereien |
| Zogenfeldstraße                | Kernstadt                                                     | alter Flurname „Zogenfeld“ („beziehen“ = Abdecken der Reben zum Winterbeginn) |
| Zuppingerstraße                | Kernstadt                                                     | Walter Zuppinger (1814–1889), Schweizer Ingenieur, langjähriger Direktor der Maschinenfabrik Escher-Wyss in Ravensburg |
| Zwergerstraße                  | Kernstadt                                                     | Franz von Zwerger (1792–1856), Ravensburger Stadtschultheiß 1821–1856 |